# Новогригоровка (Волновахский городской совет)
Новогриго́ровка (укр. Новогригорівка) — село в Волновахском городском совете Волновахского района Донецкой области Украины.
Код КОАТУУ — 1421510101. Население по переписи 2001 года составляет 133 человека. Почтовый индекс — 85701. Телефонный код — 6244.

## Адрес местного совета
85752, Донецкая область, Волновахский район, ул. Центральная, 88